# Ławr Korniłow
Ławr Gieorgijewicz Korniłow (ros. Лавр Гео́ргиевич Корни́лов; ur. 18 sierpnia?/30 sierpnia 1870 w Ust-Kamienogorsku, zm. 13 kwietnia 1918 pod Jekaterynodarem) – rosyjski wojskowy w stopniu generała piechoty oraz odkrywca. Od 19 lipca 1917 głównodowodzący armii rosyjskiej. W konsekwencji tzw. puczu Korniłowa zdymisjonowany we wrześniu 1917 przez Aleksandra Kiereńskiego i aresztowany. W 1918 współtwórca i pierwszy dowódca Armii Ochotniczej, pierwszej istotnej formacji antybolszewickiej w rosyjskiej wojnie domowej. Z pochodzenia był Kozakiem syberyjskim.

## Życiorys
Pochodził z rodziny kozackiego chłopa. W wieku dziewięciu lat rozpoczął naukę w szkole parafialnej. Absolwent Syberyjskiego Korpusu Kadetów w Omsku. W 1889 wstąpił do Michajłowskiej Szkoły Artylerii w Petersburgu. Ukończył ją w 1892, jako podporucznik. Służył w Turkiestańskim Okręgu Wojskowym, gdzie został przydzielony do 5. baterii turkiestańskiej brygady artyleryjskiej. Po dwóch latach złożył podanie o przyjęcie do Nikołajewskiej Akademii Sztabu Generalnego. Do Akademii przyjęty w 1895, ukończył ją w 1898.
Do 1904 nadal służył w Turkiestanie. Odbył szereg długich wypraw badawczych i rozpoznawczych w Turkiestanie Wschodnim, Afganistanie i Persji, podczas których badał te regiony. Owocem tego była praca z 1903, pt. Kaszgaria, czyli wschodni Turkiestan. Przyniosła Korniłowowi duży sukces. Praca ta została również doceniona przez Brytyjczyków, a jej fragmenty przetłumaczono nawet na język angielski.
Od listopada 1903 do czerwca 1904 przebywał w Indiach Brytyjskich, oficjalnie w celu studiowania języków i zwyczajów ludów Beludżystanu. Jego właściwym zadaniem była analiza stanu brytyjskich wojsk kolonialnych. Podczas swojego pobytu, Korniłow odwiedził m.in. Bombaj, Delhi, Peszawar i Agrę. W 1905 rosyjski sztab generalny opublikował jego tajny raport z wyprawy do Indii.
Wziął udział w wojnie rosyjsko-japońskiej. W listopadzie 1906 został członkiem Cesarskiego Rosyjskiego Towarzystwa Geograficznego. Od 1907 do 1911 służył jako attaché wojskowy w Chinach, gdzie poznał Czang Kaj-szeka. Po powrocie do Rosji, został dowódcą 8 Estońskiego Pułku Piechoty.
19 sierpnia 1914 został mianowany dowódcą 48 Dywizji Piechoty Imperium Rosyjskiego, która pod jego dowództwem walczyła w Galicji i Karpatach, w ramach 24 Korpusu Armijnego 8 Armii pod dowództwem gen. Aleksieja Brusiłowa, wchodzącej w skład Frontu Południowo-Zachodniego. W kwietniu 1915, w czasie ofensywy wojsk państw centralnych w Karpatach (bitwa pod Gorlicami i jej konsekwencje), dostał się do niewoli austro-węgierskiej. Jako generał był bardzo cennym jeńcem, osobiście spotkał się z nim feldmarszałek Franz Conrad von Hötzendorf. Przebywał w kilku obozach jenieckich, po czym został umieszczony w obozie dla starszych oficerów w mieście Kőszeg na Węgrzech. W lipcu 1916 udało mu się uciec z niewoli. Od września 1916 do marca 1917 był dowódcą 25 Korpusu Armijnego, wchodzącego w skład Armii Specjalnej.
W czasie rewolucji lutowej, na żądanie Michaiła Rodzianki, mianowany przez Mikołaja II (na krótko przed abdykacją cara) dowódcą piotrogrodzkiego okręgu wojskowego i garnizonu Piotrogrodu. W końcu kwietnia 1917, na krótko przed dymisją pierwszego rządu Gieorgija Lwowa usunięty z obu stanowisk i mianowany dowódcą 8 Armii na Froncie Południowo-Zachodnim. W czasie ostatniej ofensywy rosyjskiej przeciw państwom centralnym latem 1917 roku jako dowódca 8 armii na froncie galicyjskim, wyróżnił się dowodzeniem, docierając w natarciu dowodzonymi przez siebie siłami aż do rzeki Łomnicy, choć ofensywa rozpoczęta 1 lipca pod Tarnopolem skończyła się ostatecznie klęską wojsk rosyjskich.
19 lipca 1917 został mianowany przez Kiereńskiego, ministra wojny Rządu Tymczasowego, głównodowodzącym armii rosyjskiej, w miejsce gen. Aleksieja Brusiłowa. Po nominacji zażądał wprowadzenia zniesionej po rewolucji lutowej kary śmierci za dezercję z pola bitwy (co stawało się plagą demoralizującą armię rosyjską na froncie), również na zapleczu frontu. Premier i minister wojny odmówił, choć uprzednio 12 lipca przywrócił zniesioną w marcu 1917 karę śmierci na samej linii frontu, co według Korniłowa było niewystarczające dla przywrócenia dyscypliny wojskowej. Niedługo po odmowie do Kiereńskiego doszedł sfałszowany telegram o próbie zamachu stanu Korniłowa. Premier odebrał mu stanowisko głównodowodzącego. Korniłow przekonany, że Kiereński jest zakładnikiem bolszewików w Piotrogrodzie, wyruszył z korpusem kozackim na stolicę. Gdy okazało się, że Kiereński zgodził się na uzbrojenie bolszewickiej Czerwonej Gwardii i wysłał wojska z Piotrogrodu przeciw korpusowi kozackiemu, jego dowódca (gen. Aleksandr Krymow) wstrzymał bez walki marsz, a następnie popełnił samobójstwo. Kiereński odebrał Korniłowowi dowództwo i aresztował go w twierdzy w Bychowie. Dwuznaczne postępowanie Kiereńskiego i jego odwołanie się do bolszewików przeciwko armii spowodowało lawinową utratę poparcia dla Rządu Tymczasowego i w konsekwencji utorowało drogę do przejęcia władzy w Rosji przez bolszewików, w niecałe dwa miesiące od opisywanych wydarzeń.
Po przewrocie bolszewickim i zamordowaniu 20 listopada?/3 grudnia 1917 w Mohylewie, gdzie mieściła się kwatera Naczelnego Dowództwa, przez zrewoltowany tłum ostatniego dowódcy armii rosyjskiej, gen. Nikołaja Duchonina (tuż po przybyciu tam oddziałów bolszewickich z Nikołajem Krylenką na czele), Korniłow zbiegł z twierdzy w Bychowie.
Udał się na terytorium Obwodu Wojska Dońskiego, gdzie rozpoczął organizację wojskowych oddziałów antybolszewickich, znanych później jako Armia Ochotnicza. W nocy z 9 na 10 lutego 1918 r. Armia Ochotnicza opuściła atakowany przez bolszewików Rostów nad Donem, po czym skierowała się na południe do Jekaterynodaru, aby połączyć się z białymi oddziałami Kozaków kubańskich (pierwszy marsz kubański). Korniłow i gen. Michaił Aleksiejew mieli zamiar uczynić z Kubania bazę antybolszewickiego ruchu zbrojnego. Program polityczny Korniłowa sformułowany w lutym 1918 przyznawał w punkcie 14 narodowościom Rosji prawa autonomicznego rozwoju, zaś Polsce, Ukrainie i Finlandii prawo do samodzielnego bytu państwowego w związku z Rosją.
Korniłow zginął w bitwie o Jekaterynodar, gdy artyleria Armii Czerwonej ostrzelała siedzibę sztabu korpusu, położoną nad brzegiem rzeki Kubań. Po jego śmierci dowództwo nad Armią Ochotniczą objął gen. Anton Denikin.

## Upamiętnienie
- W 1919 utworzono z inicjatywy białych poświęcone mu muzeum, a nad brzegiem Kubania wzniesiono jego symboliczny grób. Latem 1919 w Omsku rozpoczęto przygotowania do wzniesienia pomnika generałowi Korniłowowi. W 1920 grób i muzeum zostały zlikwidowane przez bolszewików[16].

- W 1919 r. została wydana niekatalogowa seria znaczków pocztowych Generałowie białej Armii – „Przywódcy Białego Ruchu” zwana także „Serią generalską” (Генеральская серия); na jednym ze znaczków tej serii znalazła się podobizna gen. Korniłowa. Seria Rosyjskich Generałów z 1919 roku jest rzadkim i poszukiwanym walorem filatelistycznym. Seria składa się z siedmiu znaczków wykonanych w stylu emisji znaczków Cesarstwa Rosyjskiego. Autor projektu, klient i wydawca pozostają nieznani. Najprawdopodobniej „Seria generalska” została zamówiona przez Agencję Informacyjną Sił Zbrojnych Południa Rosji (następcy Armii Ochotniczej), ale nie została przyjęta z powodu dużej liczby błędów. Na kolejnych znaczkach widnieją: Aleksandr Kołczak podczas służby w marynarce wojennej (czerwony) i podczas wojny domowej (pomarańczowy), Michaił Aleksiejew (oliwkowy), Ławr Korniłow (ciemnobrązowy), Anton Denikin (fioletowo-liliowy), Władimir Maj-Majewski (niebieski) oraz obraz poświęcony czynowi kapelana wojskowego ks. Stefana Szczerbakowskiego(inne języki) podczas wojny rosyjsko-japońskiej.
- W 2004 władze miasta Krasnodar otworzyły wystawę muzealną poświęconą gen. Korniłowowi i białym[16].
- 13 kwietnia 2013, w 95. rocznicę śmierci, w Krasnodarze uroczyście odsłonięto pomnik generała Ławra Korniłowa[17][18].

## Galeria

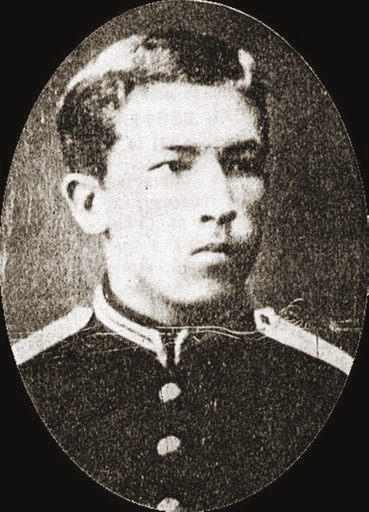
Korniłow jako kadet w latach 80. XIX wieku
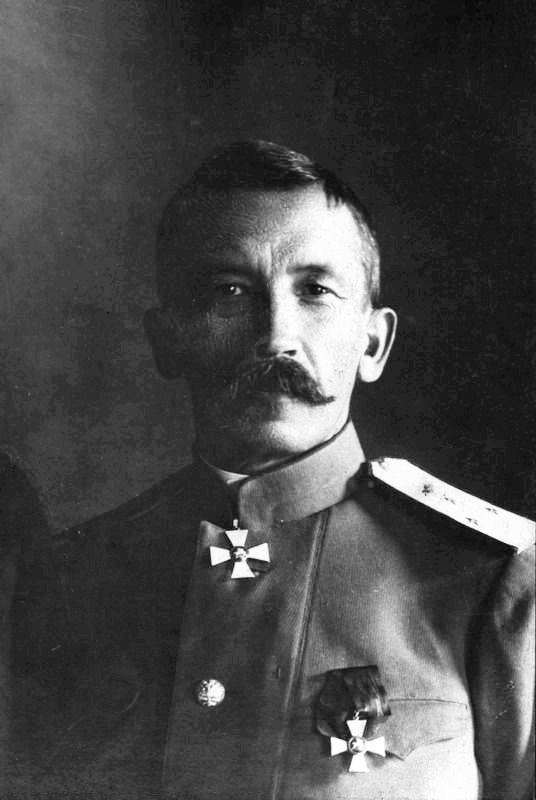
Ławr Korniłow jako dowódca piotrogrodzkiego okręgu wojskowego 1917
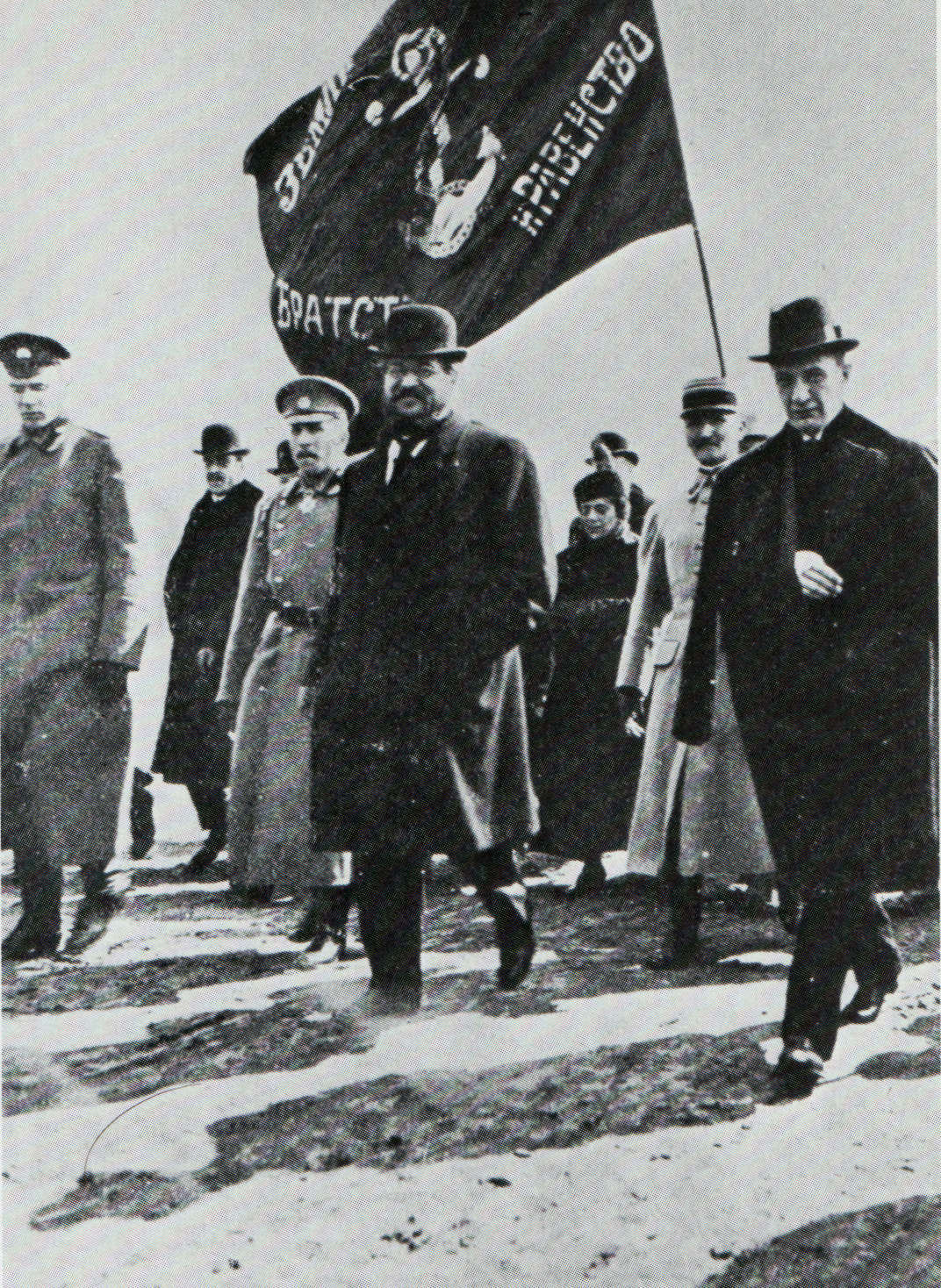
Ławr Korniłow, Albert Thomas i Aleksander Kiereński podczas obchodów Święta Pracy 1 maja 1917
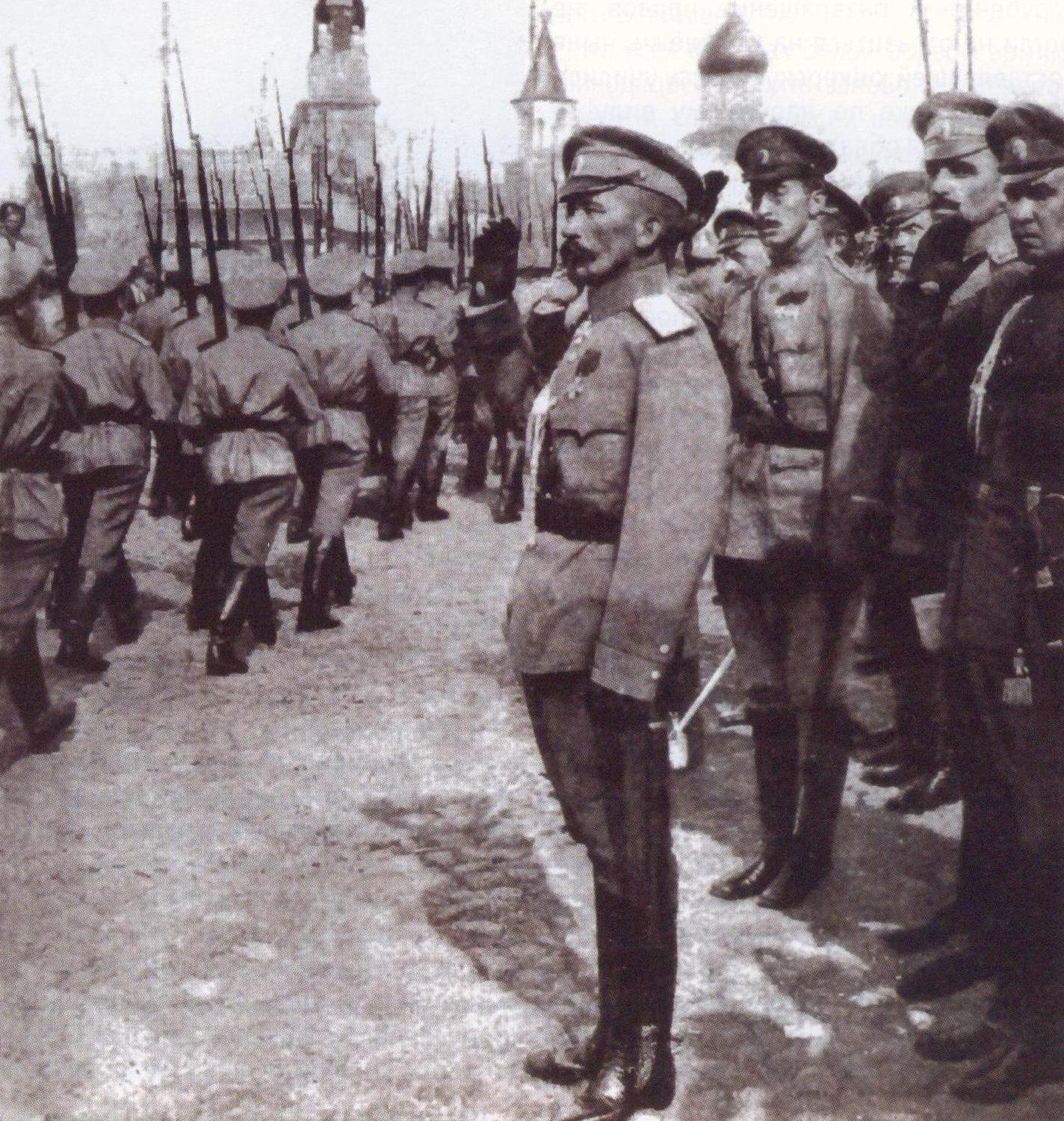
Ławr Korniłow podczas przeglądu kadetów
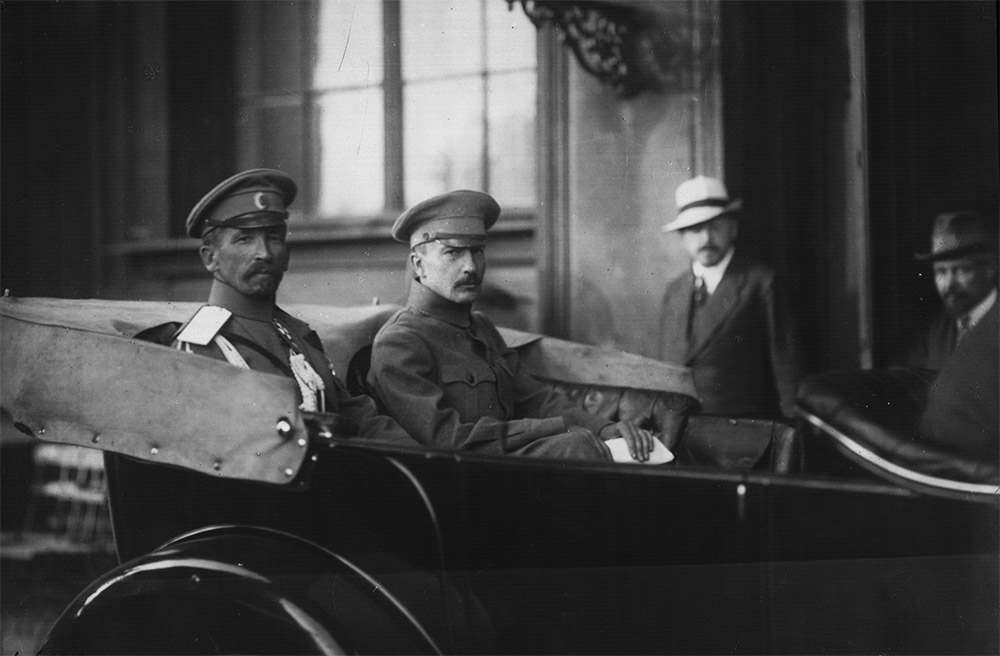
Ławr Korniłow i Borys Sawinkow 12 sierpnia?/25 sierpnia 1917
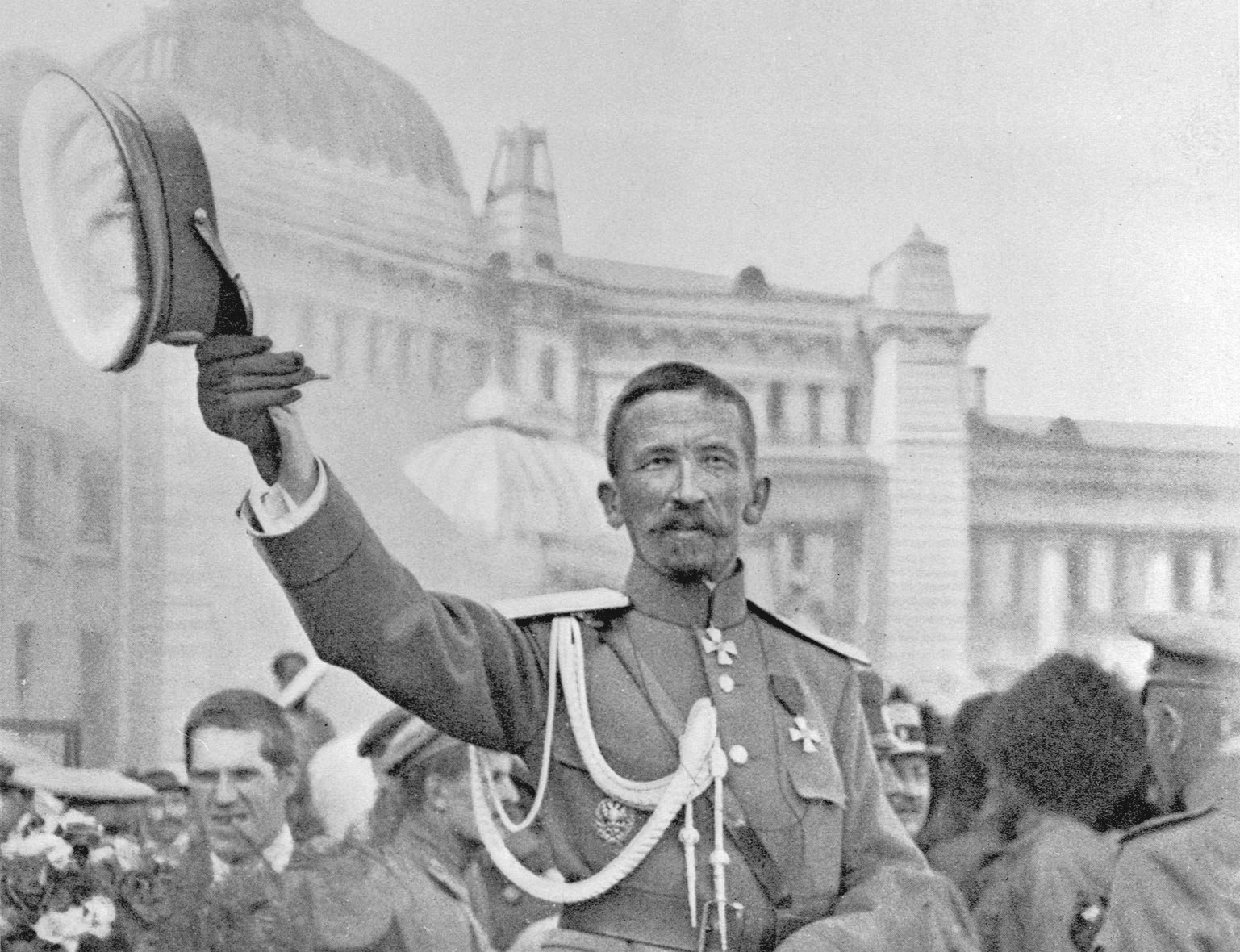
Ławr Korniłow w Moskwie podczas Narady Państwowej 14 sierpnia?/27 sierpnia 1917
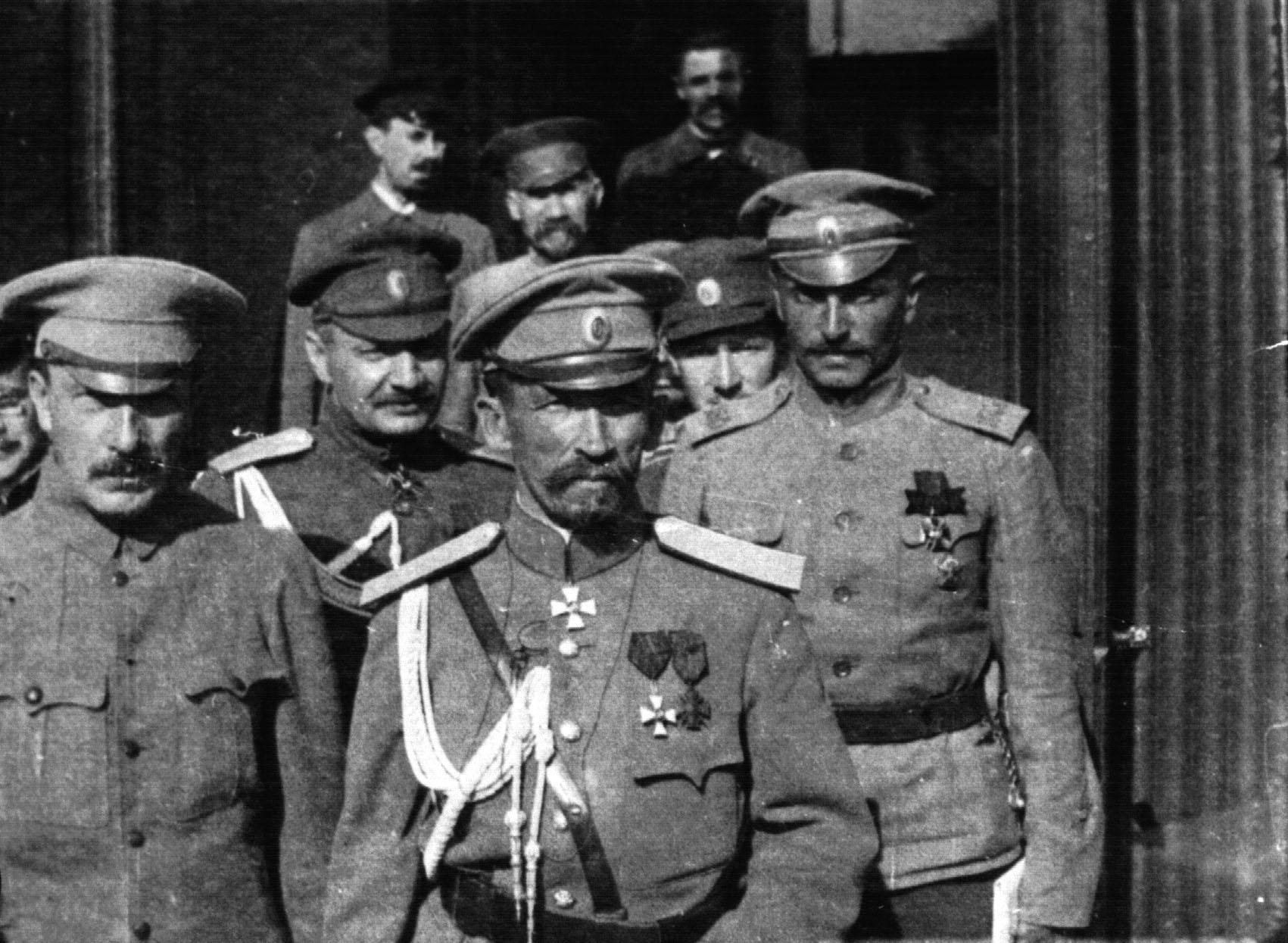
Ławr Korniłow jako głównodowodzący w otoczeniu oficerów swego sztabu
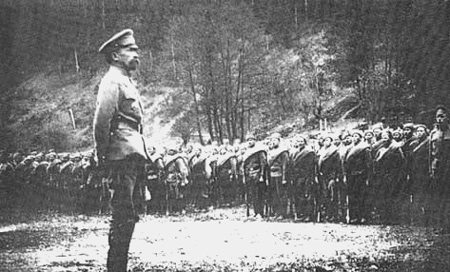
Ławr Korniłow przed frontem wojsk 1917
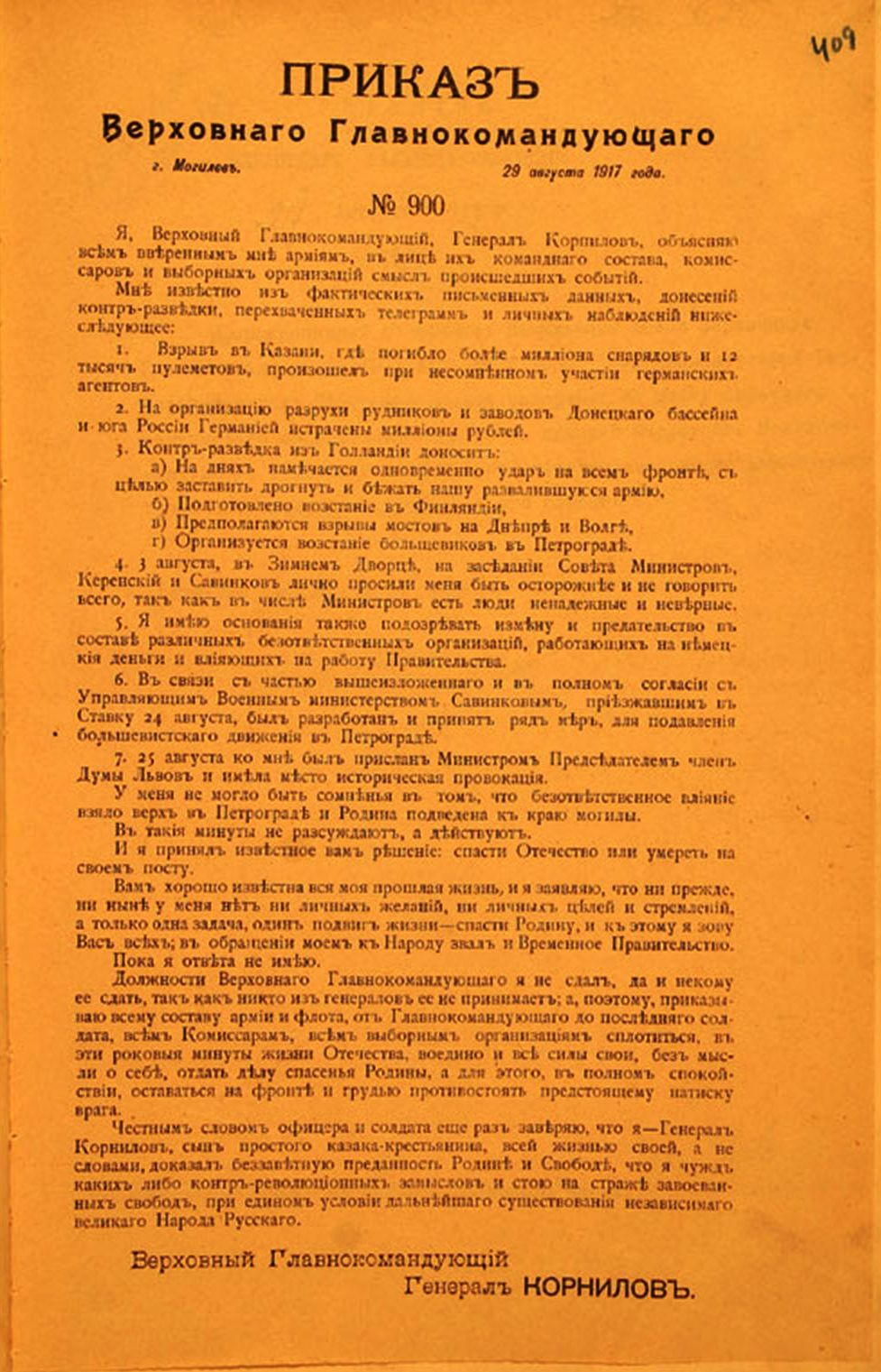
Rozkaz wydany przez Ławra Korniłowa z 29 sierpnia?/11 września 1917
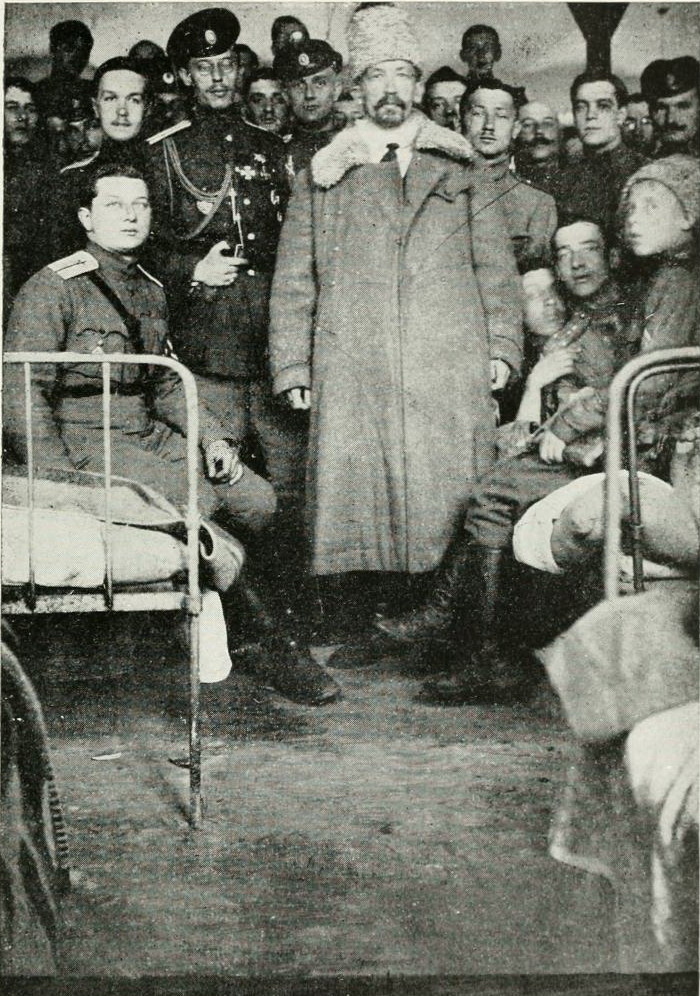
Ławr Korniłow w Nowoczerkasku, początek 1918